# Mutantes e Seus Cometas no País do Baurets
Mutantes e Seus Cometas no País do Baurets är Os Mutantes femte studioalbum och det sista som har alla tre originalmedlemmar medverkande. Albumet släpptes år 1972 av Polydor.

## Låtlista
| Nr  | Titel                                                                    | Längd |
| --- | ------------------------------------------------------------------------ | ----- |
| 1.  | Posso Perder Minha Mulher, Minha Mãe, Desde que Eu Tenha o Rock and Roll | 3:45  |
| 2.  | Vida de Cachorro                                                         | 3:15  |
| 3.  | Dune Buggy                                                               | 5:25  |
| 4.  | Cantor de Mambo                                                          | 4:39  |
| 5.  | Beijo Exagerado                                                          | 4:50  |
| 6.  | Balada Do Louco                                                          | 4:01  |
| 7.  | A Hora E a Vez Do Cabelo Nascer                                          | 3:34  |
| 8.  | Rua Augusta                                                              | 4:07  |
| 9.  | Mutantes E Seus Cometas No País Do Baurets                               | 9:54  |
| 10. | Todo Mundo Pastou II                                                     | 2:24  |